# E-Prix di Hong Kong 2016
L'E-Prix di Hong Kong 2016 è stata la prima tappa della terza stagione del campionato di Formula E, destinato ai soli veicoli elettrici. La gara è stata vinta da Sébastien Buemi, su Renault.

## Prima della gara
Viene modificata la chicane, a seguito dei numerosi incidenti avvenuti durante le prove libere.

## Risultati

### Qualifiche
Nella sessione di qualifiche, si è avuta le seguente situazione.
| 1                            | 3  | Nelson Piquet Jr.      | NextEV NIO                | 1:03.099 |        |
| 2                            | 88 | Oliver Turvey          | NextEV NIO                | 1:03.231 | +0.132 |
| 3                            | 37 | José María López       | DS Virgin Racing          | 1:03.251 | +0.152 |
| 4                            | 2  | Sam Bird               | DS Virgin Racing          | 1:03.258 | +0.159 |
| 5                            | 9  | Sébastien Buemi        | Renault e.Dams            | 1:03.317 | +0.218 |
| 6                            | 19 | Felix Rosenqvist       | Mahindra Racing           | 1:03.332 | +0.233 |
| 7                            | 66 | Daniel Abt             | ABT Schaeffler Audi Sport | 1:03.615 | +0.516 |
| 8                            | 6  | Loïc Duval             | Dragon Racing             | 1:03.637 | +0.538 |
| 9                            | 25 | Jean-Éric Vergne       | Techeetah                 | 1:03.750 | +0.651 |
| 10                           | 8  | Nicolas Prost          | Renault e.Dams            | 1:03.759 | +0.660 |
| 11                           | 23 | Nick Heidfeld          | Mahindra Racing           | 1:03.848 | +0.749 |
| 12                           | 5  | Maro Engel             | Venturi                   | 1:03.915 | +0.816 |
| 13                           | 28 | António Félix da Costa | MS Amlin Andretti         | 1:04.057 | +0.958 |
| 14                           | 47 | Adam Carroll           | Jaguar Racing             | 1:04.428 | +1.329 |
| 15                           | 4  | Stéphane Sarrazin      | Venturi                   | 1:04.520 | +1.421 |
| 16                           | 20 | Mitch Evans            | Jaguar Racing             | 1:04.588 | +1.489 |
| 17                           | 33 | Ma Qing Hua            | Techeetah                 | 1:04.740 | +1.641 |
| 18                           | 7  | Jérôme d'Ambrosio      | Dragon Racing             | 1:05.166 | +2.067 |
| 19                           | 11 | Lucas Di Grassi        | ABT Schaeffler Audi Sport | 1:08.094 | +4.995 |
| Tempo limite 110%: 1:109.409 |    |                        |                           |          |        |
| 20                           | 27 | Robin Frijns           | MS Amlin Andretti         | 1:10.407 | +7.308 |
| Source:                      |    |                        |                           |          |        |

### Gara
| Pos.    | No. | Pilota                 | Team                      | Giri | Tempo/Ritiro | Griglia | Punti |
| ------- | --- | ---------------------- | ------------------------- | ---- | ------------ | ------- | ----- |
| 1       | 9   | Sébastien Buemi        | Renault e.Dams            | 45   | 53:13.298    | 5       | 25    |
| 2       | 11  | Lucas Di Grassi        | ABT Schaeffler Audi Sport | 45   | +2.477       | 19      | 18    |
| 3       | 23  | Nick Heidfeld          | Mahindra Racing           | 45   | +5.522       | 11      | 15    |
| 4       | 8   | Nicolas Prost          | Renault e.Dams            | 45   | +7.360       | 10      | 12    |
| 5       | 28  | António Félix da Costa | MS Amlin Andretti         | 45   | +17.987      | 13      | 10    |
| 6       | 27  | Robin Frijns           | MS Amlin Andretti         | 45   | +21.161      | 20      | 8     |
| 7       | 7   | Jérôme d'Ambrosio      | Dragon Racing             | 45   | +28.443      | 18      | 6     |
| 8       | 88  | Oliver Turvey          | NextEV NIO                | 45   | +30.355      | 2       | 4     |
| 9       | 5   | Maro Engel             | Venturi                   | 45   | +30.898      | 12      | 2     |
| 10      | 4   | Stéphane Sarrazin      | Venturi                   | 45   | +31.734      | 15      | 1     |
| 11      | 3   | Nelson Piquet Jr.      | NextEV NIO                | 45   | +35.256      | 1       | 3     |
| 12      | 47  | Adam Carroll           | Jaguar Racing             | 45   | +43.839      | 14      |       |
| 13      | 2   | Sam Bird               | DS Virgin Racing          | 45   | +48.058      | 4       |       |
| 14      | 6   | Loïc Duval             | Dragon Racing             | 43   | +2 Giri      | 8       |       |
| 15      | 19  | Felix Rosenqvist       | Mahindra Racing           | 43   | +2 Giri      | 6       | 1     |
| Rit     | 66  | Daniel Abt             | ABT Schaeffler Audi Sport | 34   | Incidente    | 7       |       |
| Rit     | 25  | Jean-Éric Vergne       | Techeetah                 | 31   | Batteria     | 9       |       |
| Rit     | 20  | Mitch Evans            | Jaguar Racing             | 24   | Motore       | 16      |       |
| Rit     | 37  | José María López       | DS Virgin Racing          | 15   | Incidente    | 3       |       |
| Rit     | 33  | Ma Qing Hua            | Techeetah                 | 1    | Incidente    | 17      |       |
| Source: |     |                        |                           |      |              |         |       |

## Altre Gare
- E-Prix di Londra 2016
- E-Prix di Marrakech 2016
- E-Prix di Hong Kong 2017

## Classifiche

### Piloti
| Pos | Pilota                 | Punti    |
| --- | ---------------------- | -------- |
| 1   | Sébastien Buemi        | 25       |
| 2   | Lucas Di Grassi        | 18 (–7)  |
| 3   | Nick Heidfeld          | 15 (–10) |
| 4   | Nicolas Prost          | 12 (–13) |
| 5   | António Félix da Costa | 10 (–15) |

### Costruttori
| Pos | Constructor               | Points   |
| --- | ------------------------- | -------- |
| 1   | Renault e.Dams            | 37       |
| 2   | ABT Schaeffler Audi Sport | 18 (–19) |
| 3   | MS Amlin Andretti         | 18 (–19) |
| 4   | Mahindra Racing           | 16 (–21) |
| 5   | NextEV NIO                | 7 (–30)  |